# Estación de cría de fauna autóctona Cerro Pan de Azúcar

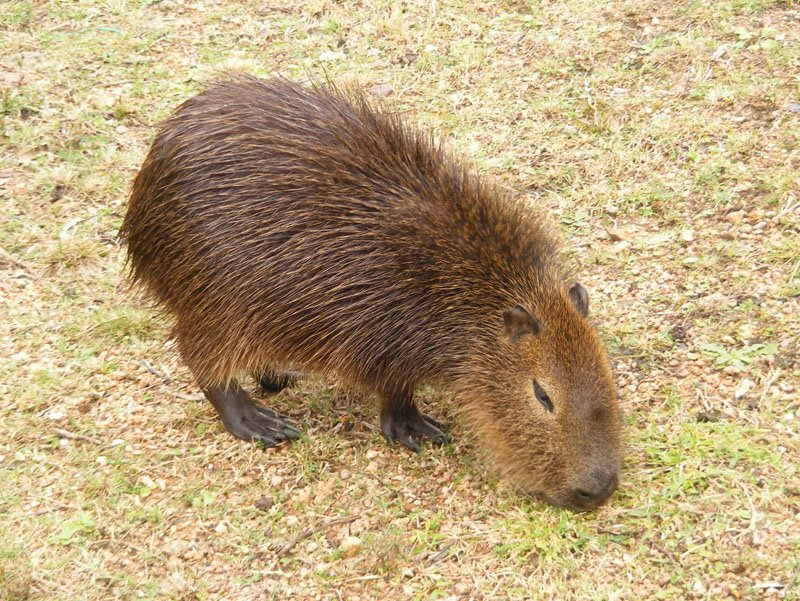
Ejemplar joven de carpincho fotografiado en este zoo.

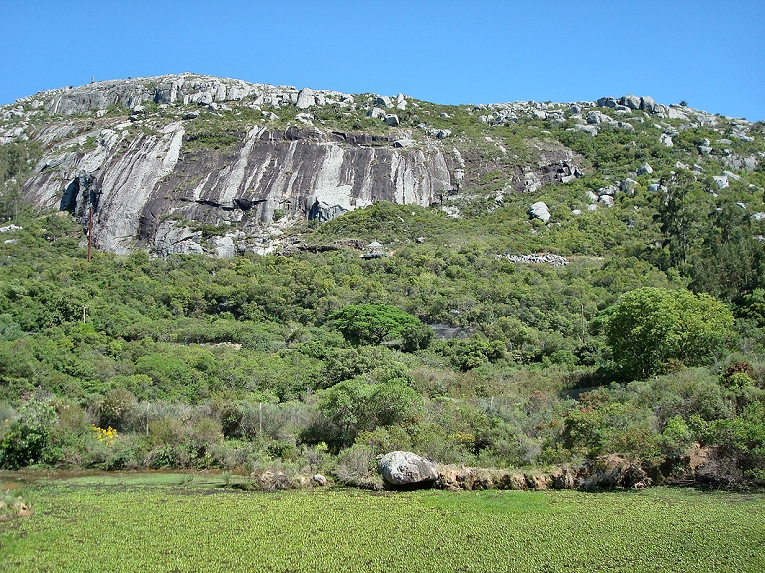
Imagen del sector del zoo recostado sobre el cerro Pan de Azúcar. Se puede observar el entorno boscoso y silvestre que enmarca a los recintos, atípico en otros zoológicos.

La Estación de cría y fauna autóctona Cerro Pan de Azúcar es un parque situado muy próximo a la ciudad balnearia de Piriápolis en el departamento de Maldonado, sudeste del Uruguay. Pertenece a la intendencia municipal de Maldonado. En una superficie de 86 hectáreas, alberga unos 250 ejemplares de 53 especies de la fauna uruguaya, rodeados de árboles y arbustos nativos. 
Es visitado anualmente por unas 300 000 personas, muchas de ellas son delegaciones estudiantiles.

## Ubicación
Se encuentra en el municipio de Piriápolis, enclavada en la falda del cerro Pan de Azúcar, el que con sus 389,5 m s. n. m., es uno de los más altos del país.
La entrada al predio se encuentra en las coordenadas: 34°48'54.80"S  55°14'56.51"O. La misma se encuentra a 220 metros de un desvío de la ruta nacional 37, y a 6100 metros de las playas de la ciudad balnearia de Piriápolis, desde la cual se accede, partiendo de la rambla de los Argentinos, por la avenida Artigas, la cual se prolonga en la ruta 37. De la Ruta Interbalnearia el desvío se encuentra a 4 km al sur del kilómetro 86. También se encuentra próxima a la ciudad de Pan de Azúcar.

## Historia
La creación de la Estación de Cría ocurrió en el año 1980, a instancias del intendente municipal de Maldonado, Juan César Curutchet, y del naturalista Uruguay Tabaré González Sierra. Se la situó en una ladera del cerro Pan de Azúcar, aprovechando que en ella hace un siglo el fundador de Piriápolis, Francisco Piria, había creado una enorme cantera de rocas de granito para abastecer la construcción de su nuevo balneario. Los vestigios de dicha actividad, como caminos y construcciones, fueron adaptadas para su nueva función. Por ejemplo, una pared que había quedado en pie fue utilizada para construir el Serpentario. 
Los primeros animales fueron garzas, cisnes de cuello negro, y un puma traído desde el zoo de Durazno.

## Su labor con el venado de campo
Esta institución es reconocida en todo el mundo, además de por su tarea didáctica, por su labor con animales en vías de extinción, especialmente por su trabajo como estación de cría de las subespecies endémicas del Uruguay de venado de campo (Ozotoceros bezoarticus arerunguaensis y Ozotoceros bezoarticus uruguayensis), pues este zoo posee el rebaño cautivo más grande del mundo de la especie.
Partiendo de ejemplares silvestres, logró generar un plantel de más de 30 venados. Su pedigrí es llevado por el Zoo de Berlín, en Alemania. 
Desde este plantel, y con venados nacidos allí, se han logrado crear subpoblaciones. En el Uruguay se encuentran en los zoológicos de Trinidad, San Carlos, y San José de Mayo. También fuera del país, en la Argentina, en los zoológicos del ECAS —próximo a La Plata—, y Florencio Varela, ambos en la provincia de Buenos Aires; también en la provincia de Santa Fe, en el zoológico Granja La Esperanza de la capital provincial, la que fue el germen de las poblaciones argentinas.

## Características
Este predio no es un mero lugar de esparcimiento como otros zoológicos tradicionales, es un lugar que funciona al mismo tiempo como un centro de educación de la población en los aspectos de protección de la naturaleza y sus integrantes, a la vez que también desempeña el papel de núcleo de proyectos de reproducción y conservación de especies amezadas que componen la fauna del Uruguay. Por ello, encaja dentro de una concepción evolucionada del rol que le cabe a los zoológicos en una sociedad moderna, al mismo tiempo que acompaña la mayor concientización de la población sobre los derechos de los animales.
Una particularidad de este zoológico es que se diseñó pensando en lograr una buena calidad de vida de los pensionistas, tanto en su calidad física como psíquica, al adecuar los recintos a sus necesidades, ambientándolos con vegetación ya dentro de un entorno silvestre, cambiando en lo posible los tradicionales barrotes por otros cerramientos, y aumentando la superficie disponible en los mismos.

## El paseo
Muchos de los cercados sacan provecho de la vegetación del lugar, así como de las mismas laderas del cerro. El circuito de caminos permite observar al visitante, en adecuados recintos, ejemplares de especies de la fauna uruguaya y algunos pocos de países vecinos.
Entre los mamíferos se observan: coendú, paca, carpincho, nutria roedora, lobito de río, hurón, coatí, mano pelada, zorro pampa, zorro de monte, yaguareté, puma, gato de pajonal, gato montés, armadillo, tamandúa, guazubirá, etc. 
Entre las aves se encuentran: chajá, flamenco, cigüeña, cisne de cuello negro, seriema, varias especies de búhos, águilas y jotes, gallaretas, pava de monte, bandurria, ganso blanco, pato criollo, otras variadas especies de patos y de pequeñas aves, ñandú, etc. Los ejemplares machos de estos últimos suelen incubar todas las primaveras, generando camadas de crías, las que son conocidas como «charabones».
En un Serpentario se presentan los reptiles más destacados de la herpetofauna uruguaya, entre ellas varias especies de tortugas acuáticas y de ofidios. El yacaré de hocico ancho se exhibe en un recinto exterior.

## Servicios y programas culturales
En el zoológico se hacen recorridas guiadas y otras actividades docentes, ya que también cumple la función de ser un centro pedagógico de utilidad en la tarea de difundir conocimientos, a la vez que valores positivos para los ecosistemas. Por esta razón es visitado, todo el año y desde todo el país, por una gran cantidad de estudiantes escolares y liceales, así como de especialidades superiores. También es meta obligada de los grupos de scouts del Uruguay.
Entre los servicios para el visitante destacan: 
- Parador Municipal
- Parque con mesas y juegos
- Sala de proyección de medios audiovisuales y conferencias (inaugurada en el año 1990)

Desde los mismos senderos del predio se puede comenzar el ascenso al cerro Pan de Azúcar, el cual posee en su cumbre una enorme cruz de cemento de 35 m de altura, la cual fue construida en el año 1933. La base de la misma presenta una altitud de 389,5 m s. n. m. (o 423 m s. n. m. según otra referencia). En su ladera se puede visitar las pictografías indígenas. 
El horario es de lunes a domingo, de 8 a 19. 